# Rafik Simonjan
Rafik Simonjan (* 28. března 1975) je bývalý sovětský, arménský a ruský zápasník – klasik, který reprezentoval Rusko od roku 1997.

## Sportovní kariéra
Zápasení se věnoval od 8 let. Specializoval se na řecko-římský styl. Od poloviny devadesátých let dvacátého století žil v ruském Krasnojarsku, kde se připravoval pod vedením Michaila Gamzina. V ruské reprezentaci se prosazoval od roku 1997 ve váze do 58 kg. V roce 1999 se kvůli problémům s koleny nezvládl připravit na olympijskou sezonu 2000. Sportovní kariéru ukončil v roce 2002. Žije v Krasnojarsku a věnuje se funkcionářské práci v oblasti sportu.

## Výsledky
| Turnaj             | Arménie | Arménie | Arménie | Arménie | Rusko | Rusko |
| Turnaj             | 1993    | 1994    | 1995    | 1996    | 1997  | 1998  |
| Turnaj             | 18      | 19      | 20      | 21      | 22    | 23    |
| Turnaj             | -57     | -57     | -57     | -57     | -58   | -58   |
| ------------------ | ------- | ------- | ------- | ------- | ----- | ----- |
| Olympijské hry     |         |         |         | —       |       |       |
| Mistrovství světa  | —       | —       | —       |         | 2.    | úč.   |
| Mistrovství Evropy | —       | —       | —       | —       | —     | 2.    |
| MS nadějí          | —       |         | úč.     |         |       |       |
| ME juniorů         | úč.     |         |         |         |       |       |